# Distrito de Usicayos
El distrito peruano de Usicayos es uno de los 10  distritos que conforman la Provincia de Carabaya, ubicada en el Departamento de Puno, en el sudeste Perú.

## Demografía
La población según el censo del año 2007 es de 12063 habitantes.

## Autoridades

### Municipales
- 2019 - 2022[2]
  - Alcalde: Paul William Sotomayor Guerra, del Frente Amplio para el Desarrollo del Pueblo.
  - Regidores:

  1. Ceferino Chura Tarqui (Frente Amplio para el Desarrollo del Pueblo)
  2. José Mamani Ccarccosto (Frente Amplio para el Desarrollo del Pueblo)
  3. Ygnacio Bustamante Uribe (Frente Amplio para el Desarrollo del Pueblo)
  4. Santusa Dominga Mamani Vilca (Frente Amplio para el Desarrollo del Pueblo)
  5. Lino Andrés Jilahuancco Luicho (Gestionando Obras y Oportunidades con Liderazgo)